# Колрејн (Минесота)
Колрејн (енгл. Coleraine) град је у америчкој савезној држави Минесота.

## Демографија
По попису из 2010. године број становника је 1.970, што је 860 (77,5%) становника више него 2000. године.
| Група             | 2000.         | 2010.         |
| Белци             | 1.085 (97,7%) | 1.864 (94,6%) |
| Афроамериканци    | 0 (0,0%)      | 8 (0,4%)      |
| Азијати           | 2 (0,2%)      | 3 (0,2%)      |
| Хиспаноамериканци | 9 (0,8%)      | 27 (1,4%)     |
| Укупно            | 1.110         | 1.970         |